# Ogólnopolski Komitet Oporu
Ogólnopolski Komitet Oporu – pierwsza (nie licząc istniejącego tylko kilka dni Krajowego Komitetu Strajkowego) ogólnopolska struktura podziemia, powołana 13 stycznia 1982 roku na spotkaniu ukrywających się członków Komisji Krajowej NSZZ „Solidarność”. Wśród działaczy można wymienić Eugeniusza Szumiejko, Andrzeja Konarskiego (byli założycielami), Bogdana Borusewicza, Zbigniewa Bujaka, Władysława Frasyniuka, Stanisława Handzlika i Jerzego Milewskiego – zagranicznego przedstawiciela związku. OKO zakończył działalność 22 kwietnia 1982 r. na skutek różnicy zdań wśród jego liderów i powstania Tymczasowej Komisji Koordynacyjnej.
Powstała teoria mówiąca, że Ogólnopolski Komitet Oporu był organizacją fikcyjną bądź stworzoną przez Służbę Bezpieczeństwa, jest ona jednakże pozbawiona jakichkolwiek podstaw.